# III. Noferhotep
III. Noferhotep (uralkodói nevén Szehemré Szanhtaui; más néven Iyhernofret) az ókori egyiptomi XVI. dinasztia harmadik vagy negyedik uralkodója volt. Thébában és környékén uralkodott; Kim Ryholt és Darrell Baker szerint VIII. Szobekhotepet követte a trónon. A torinói királylista egy évnyi uralkodási időt tulajdonít neki. Főként egyetlen, Thébában talált sztéléről ismert. Jürgen von Beckerath egy régebbi tanulmányában a XIII. dinasztia végére datálta.

## Uralkodása
Erősen sérült sztéléjén, melyet ma a kairói Egyiptomi Múzeum őriz (katalógusszám: JE 59635 [CG 20799]), Noferhotep Thébát többször is úgy említi, hogy „a városom”, saját magát pedig „a győzedelmes Théba vezetőjeként” dicsőíti. Ryholt Théba hangsúlyozását úgy értelmezi, hogy III. Noferhotep hatalma kizárólag erre a városra és környékére terjedt ki. Baker emellett rámutat, hogy a XVI. dinasztia királyainak – Bebianh és I. Nebirierau kivételével – semmilyen említésük nem maradt fenn a Nílus völgyének azon a 200 kilométeres szakaszán kívül, amely Hu városától Edfuig terjed, és Thébát is magába foglalja. Azt, hogy III. Noferhotep hatalma nem nagyon terjedt ennél tovább, az is alátámasztja, hogy az őt követő Szanhenré Montuhotepi sztéléjén kijelenti, hogy „Én vagyok a király Thébán belül, ez az én városom”.
Sztéléjén III. Noferhotep hangsúlyozza azt a szerepét, hogy élelemmel látja el népét, és megmenti az éhínségtől. Ez, valamint uralkodói neve – „Ré hatalma, aki táplálja a Két Földet” – erősen arra utal, hogy Felső-Egyiptomban a XVI. dinasztia végén éhínség tombolt. A korszak egy másik királya, IV. Szenuszert hasonló nevet viselt.
Noferhotep teljes bizonyossággal kénytelen volt védekező háborút folytatni a XV. dinasztia hükszosz uralkodóival, akik végül elfoglalták a XVI. dinasztia által uralt területeket. Noferhotep így dicsőíti magát sztéléjén: „ő az, aki felemelte városát, melyet lesújtott a harc az idegenekkel”. Érdekes módon ez a sztélé valószínűleg a legkorábbi fennmaradt dokumentum, amely említi a hepres koronát, más néven kék koronát, melyet a fáraók több ábrázoláson is a csatában viselnek: a szöveg szerint Noferhotep „a heprest viselvén Ré élő képmása, a rettegés ura”. Egyelőre ismeretlen okokból a sztélén a királyra az Iyhernofret jelzővel is utalnak, melyet nevéhez hasonlóan kártusba írnak:

|                |         |     |        |
| \| \| \| \| \| |         |     |        |
|                |         |     |        |
| M18            | T28 · r | nfr | t · Z2 |

| M18 | T28 · r | nfr | t · Z2 |

|                |         |     |        |
| \| \| \| \| \| |         |     |        |
|                |         |     |        |
| M18            | T28 · r | nfr | t · Z2 |

| M18 | T28 · r | nfr | t · Z2 |

## Név, titulatúra
A fáraók titulatúrájának magyarázatát és történetét lásd az Ötelemű titulatúra szócikkben.
| G5 |

| G5 |

| wAD | xa · a |

| wAD | xa · a |

| wAD | xa · a |

| wAD | xa · a |

| G5 |

| G5 |

| wAD | xa · a |

| wAD | xa · a |

| wAD | xa · a |

| wAD | xa · a |

| G16 |

| G16 |

| aA · a · Y1 | F9 · t · y | A24 |

| aA · a · Y1 | F9 · t · y | A24 |

| G16 |

| G16 |

| aA · a · Y1 | F9 · t · y | A24 |

| aA · a · Y1 | F9 · t · y | A24 |

| G8 |

| G8 |

| mn · Y1 | hatching |

| mn · Y1 | hatching |

| G8 |

| G8 |

| mn · Y1 | hatching |

| mn · Y1 | hatching |

| M23 | L2 |

| M23 | L2 |

| ra | sxm | s | anx | N19 |

| ra | sxm | s | anx | N19 |

| ra | sxm | s | anx | N19 |

| ra | sxm | s | anx | N19 |

| ra | sxm | s | anx | N19 |

| ra | sxm | s | anx | N19 |

| ra | sxm | s | anx | N19 |

| ra | sxm | s | anx | N19 |

| M23 | L2 |

| M23 | L2 |

| ra | sxm | s | anx | N19 |

| ra | sxm | s | anx | N19 |

| ra | sxm | s | anx | N19 |

| ra | sxm | s | anx | N19 |

| ra | sxm | s | anx | N19 |

| ra | sxm | s | anx | N19 |

| ra | sxm | s | anx | N19 |

| ra | sxm | s | anx | N19 |

| G39 | N5 | \| \| |
|     |    |       |

|  |

| G39 | N5 | \| \| |
|     |    |       |

|  |

| nfr | Htp · t · p |

| nfr | Htp · t · p |

| nfr | Htp · t · p |

| nfr | Htp · t · p |

| nfr | Htp · t · p |

| nfr | Htp · t · p |

| nfr | Htp · t · p |

| nfr | Htp · t · p |

| G39 | N5 | \| \| |
|     |    |       |

|  |

| G39 | N5 | \| \| |
|     |    |       |

|  |

| nfr | Htp · t · p |

| nfr | Htp · t · p |

| nfr | Htp · t · p |

| nfr | Htp · t · p |

| nfr | Htp · t · p |

| nfr | Htp · t · p |

| nfr | Htp · t · p |

| nfr | Htp · t · p |

## Fordítás
- Ez a szócikk részben vagy egészben  a   Neferhotep III című angol Wikipédia-szócikk ezen változatának fordításán alapul.  Az eredeti cikk szerkesztőit annak laptörténete sorolja fel. Ez a jelzés csupán a megfogalmazás eredetét és a szerzői jogokat jelzi, nem szolgál a cikkben szereplő információk forrásmegjelöléseként.